# Штайнхайд
Штайнхайд (нем. Steinheid) — коммуна в Германии, в земле Тюрингия. 
Входит в состав района Зоннеберг.  Население составляет 1264 человека (на 31 декабря 2006 года). Занимает площадь 23,21 км². Официальный код  —  16 0 72 021.